# Shirley (Maine)
Shirley ist eine Town im Piscataquis County des Bundesstaats Maine in den Vereinigten Staaten. Im Jahr 2020 lebten hier 251 Einwohner in 226 Haushalten.

## Geographie
Nach dem United States Census Bureau hat Shirley eine Gesamtfläche von 140,22 km², von der 138,07 km² Land sind und 2,15 km² aus Gewässern bestehen.

### Geographische Lage
Shirley liegt im Südwesten des Piscataquis Countys und grenzt an das Somerset County. In Shirley entspringt der Hauptarm des Piscataquis River. Daneben bestehen zwei weitere Flüsse, der Wilson und der Bog Stream. Es gibt mehrere kleinere Seen auf dem Gebiet der Town, wie der Shirly Pond im Norden und der Ordway Pond im Süden des Gebietes. Die Oberfläche ist eben, ohne höhere Erhebungen.

### Nachbargemeinden
Alle Entfernungen sind als Luftlinien zwischen den offiziellen Koordinaten der Orte aus der Volkszählung 2010 angegeben.
- Norden: Northwest Piscataquis, Unorganized Territory, 79,5 km
- Nordosten: Greenville, 13,2 km
- Osten: Northeast Piscataquis, Unorganized Territory, 74,2 km
- Südosten: Monson, 11,9 km
- Süden: Blanchard, Unorganized Territory, 12,6 km
- Westen: Northeast Somerset, Somerset County, Unorganized Territory, 23,7 km

### Stadtgliederung
In Shirley gibt es mehrere Siedlungsgebiete: High Cut, Lower Shirley Corner, Quarry, Shirley Mills, True's Mills, Upper Shirley Corner und Webster.

### Klima
Die mittlere Durchschnittstemperatur in Shirley liegt zwischen −12,2 °C (10 °F) im Januar und 18,3 °C (65 °F) im Juli. Damit ist der Ort gegenüber dem langjährigen Mittel der USA um etwa 9 Grad kühler. Die Schneefälle zwischen Oktober und Mai liegen mit bis zu zweieinhalb Metern mehr als doppelt so hoch wie die mittlere Schneehöhe in den USA; die tägliche Sonnenscheindauer liegt am unteren Rand des Wertespektrums der USA.

## Geschichte
1825 kam Captain C. Cushman als erster Siedler nach Shirley, ebenso Joseph Mitchell, Ehen und David Marble. Cushman siedelte sich im Norden an und beschaffte Holzbohlen aus Monson mit Hilfe eines Handschlittens. 1829 erwarben Shaw und Jabez True das westliche Gebiet des heutigen Ortes, das zugleich dessen Ausgangspunkt bildete. Jabez True errichtete Gebäude für zukünftige Siedler und eine erste Sägemühle (Shirley Mills). 1834 hatte der Ort genügend Einwohner, um eine incorporation zu beantragen. Dabei sollte der Ort zunächst Somerset heißen, doch entschied man sich für den heutigen Namen, wohl nach Gouverneur William Shirley, der das Amt von 1740 bis 1749 und von 1753 bis 1756 innehatte. Nach anderer Auffassung geht der Name auf den Geburtsort J. Kelseys zurück, dem Abgeordneten im Parlament. In der ersten Versammlung wurden der Elder Orrin Strout zum Stadtangestellten bestimmt und Charles Loring einer der Select-men.
1835 verkaufte die Town Holzeinschlagrechte an Urwäldern (old growth), die ihr 2800 Dollar zum Bau einer Schule einbrachten. Mit nur 271 Einwohnern besaß Shirley einen Kindergarten und eine Schule, die bis zum 5th grade führte. 1848 wurde der Nachbarort Wilson eingemeindet, der heute den östlichen Teil der Gemeinde bildet. Damit kam auch Shirley Corner am little Wilson Stream mit einem weiteren Mühlenrecht, einem Hotel und dem späteren Shirley-Postamt hinzu. 
1850 wurde hier der Journalist Edgar Wilson Nye und ab 1881 Herausgeber des Boomerang geboren, wohl die in den USA bekannteste Persönlichkeit aus Shirley. 1850 besaß ein Clark Carter Land im Wert von 2000 Dollar im Gebiet von Shirley, womit er unter den Grundbesitzern im Nordosten einen mittleren Rang einnahm. Mit seinen erheblichen Mitteln unterstützte er seine Tochter Sarah, die sich als Hutmacherin selbstständig zu machen versuchte. Dazu siedelte sie sich in verschiedenen Orten in Maine an, kehrte jedoch zu ausgedehnten Besuchen immer wieder nach Shirley zurück. Für eine Existenz dieser Art bot Shirley, insbesondere für Frauen, wohl keine Grundlage.
Neben dem Holzeinschlag führten Bewohner des Ortes in der zweiten Jahrhunderthälfte auch Jagdgesellschaften durch die zu dieser Zeit noch ausgedehnten Wälder. Als erster dieser Guides, die die Möglichkeiten des beginnenden Tourismus zu ergreifen versuchten, gilt ein gewisser Bowley, wie Thomas Sedgwick Steele 1880 berichtet. 1876 hatte Shirley 206 Einwohner, 1880 waren es bereits 253.
Am 22. August 1917 traf ein verheerendes Feuer die Shirley Lumber Company, das einen Schaden von 30.000 Dollar verursachte. 1933 musste die Shirley (Maine) Lumber Co. ihren Betrieb einstellen, womit praktisch alle Beschäftigten des 200-Seelen-Ortes ihre Arbeit verloren.
Bis zur Weltwirtschaftskrise, die den Ort 1929 traf, basierte die Wirtschaft des Ortes auf dem Holz der Umgebung. Doch nun verschwanden die Arbeitsplätze an den örtlichen Sägemühlen und im Straßenbau. In völlig aussichtsloser Situation fanden sich 30 Familien zusammen, die sich auf Stricken spezialisierten und dazu die Korporation Shirley Industries gründeten. Robert Thomas Moore, der sich als Sommergast häufig in Shirley aufgehalten hatte, bot jeder Familie, die sich beteiligte, eine entsprechende Strickmaschine an. Die Produktion lief so gut an, dass die Arbeiter 1934 ein Gehalt zwischen 18 und 32 Dollar pro Woche erhielten. Der Verkauf der Waren wurde ab 1937 über Dennison Brothers in New York abgewickelt. In ihrem Stolz auf das Erreichte und die Tatsache, dass sie auf keinerlei staatliche Hilfe angewiesen waren, übersandten die Bewohner an Präsident Franklin D. Roosevelt sechs Paar ihrer im Ort produzierten Socken. 
Zwar wurde die Korporation in den 1950er Jahren aufgelöst, doch viele der Gebäude besehen noch. Im Jahr 2000 zählte man 183 Einwohner, zehn Jahre später wieder 233.

### Einwohnerentwicklung
| Volkszählungsergebnisse – Town of Shirley, Maine | Volkszählungsergebnisse – Town of Shirley, Maine | Volkszählungsergebnisse – Town of Shirley, Maine | Volkszählungsergebnisse – Town of Shirley, Maine | Volkszählungsergebnisse – Town of Shirley, Maine | Volkszählungsergebnisse – Town of Shirley, Maine | Volkszählungsergebnisse – Town of Shirley, Maine | Volkszählungsergebnisse – Town of Shirley, Maine | Volkszählungsergebnisse – Town of Shirley, Maine | Volkszählungsergebnisse – Town of Shirley, Maine | Volkszählungsergebnisse – Town of Shirley, Maine |
| Jahr                                             | 1800                                             | 1810                                             | 1820                                             | 1830                                             | 1840                                             | 1850                                             | 1860                                             | 1870                                             | 1880                                             | 1890                                             |
| ------------------------------------------------ | ------------------------------------------------ | ------------------------------------------------ | ------------------------------------------------ | ------------------------------------------------ | ------------------------------------------------ | ------------------------------------------------ | ------------------------------------------------ | ------------------------------------------------ | ------------------------------------------------ | ------------------------------------------------ |
| Einwohner                                        |                                                  |                                                  |                                                  |                                                  | 190                                              | 250                                              | 282                                              | 206                                              | 253                                              | 291                                              |
| Jahr                                             | 1900                                             | 1910                                             | 1920                                             | 1930                                             | 1940                                             | 1950                                             | 1960                                             | 1970                                             | 1980                                             | 1990                                             |
| Einwohner                                        | 248                                              | 334                                              | 273                                              | 197                                              | 236                                              | 212                                              | 214                                              | 174                                              | 242                                              | 271                                              |
| Jahr                                             | 2000                                             | 2010                                             | 2020                                             | 2030                                             | 2040                                             | 2050                                             | 2060                                             | 2070                                             | 2080                                             | 2090                                             |
| Einwohner                                        | 183                                              | 233                                              | 251                                              |                                                  |                                                  |                                                  |                                                  |                                                  |                                                  |                                                  |

## Wirtschaft und Infrastruktur

### Verkehr
Die Maine State Route 6, führt in nordsüdlicher Richtung durch das Gebiet von Shirley.

### Öffentliche Einrichtungen
In Shirley gibt es keine medizinischen Einrichtungen oder Krankenhäuser. Nächstgelegene Einrichtungen für die Bewohner von Shirley befinden sich in Dover-Foxcroft.
In Shirley befindet sich eine Bücherei im Gebäude des Town Offices.

### Bildung
Für die Schulbildung in Shirley ist das Shirley School Department zuständig.

## Persönlichkeiten

### Söhne und Töchter der Stadt
- Frank Nye (1852–1935), Politiker